# Palazzo della SIP (via Arenaccia)
L'ex palazzo della SIP era un edificio situato a Napoli nella zona dell'Arenaccia, nell'omonima via all'incrocio con via Lahalle.

## Storia
Fu costruito tra il 1968 e il 1970 dall'architetto Francesco Di Salvo come sede direzionale della SIP (oggi Telecom Italia) e centrale di telecomunicazioni.
A causa delle nuove norme sull'amianto, l'edificio fu abbandonato per anni divenendo un ricovero per senzatetto fino al 2004 quando fu acquistato dal gruppo americano Carlyle senza però poter intervenire significativamente sulla struttura.
Nel 2007 si affacciò all'orizzonte la comunità islamica con un'offerta di acquisto per 1.500.000 euro per poi realizzare una moschea, ma l'opposizione dei comitati di quartiere impedì che fosse raggiunto qualsiasi accordo. Finalmente, dopo numerose denunce sui danni alla salute arrecati dall'amianto, l'amministrazione comunale si decise a bonificare il fabbricato e restituirlo alla città.
Nel 2007 avviene la svolta: il palazzo è destinato a scopo commerciale e per la riscontrata presenza di amianto se ne decide la demolizione, la quale avviene nello stesso anno. Il nuovo edificio viene progettato dall'architetto Silvio d'Ascia e completato nel 2009. Nel dicembre 2010 viene aperto alla clientela.

## Descrizione
L'edificio presentava una struttura metallica in cemento armato ricoperta da facciata continua a vetrate. La superficie di copertura era adoperata come parcheggio per dipendenti, raggiungibile tramite una rampa a chiocciola che tuttora si apre (unico elemento superstite della struttura originaria) presso il vertice sudorientale dell'edificio.